# Isabelle Nanty
Isabelle Nanty (Verdun, 21 de janeiro de 1962) é uma atriz francesa.